# Demonax ascendens
Demonax ascendens är en skalbaggsart som först beskrevs av Francis Polkinghorne Pascoe 1859.  Demonax ascendens ingår i släktet Demonax och familjen långhorningar.
Artens utbredningsområde är:
- Nepal.
- Sri Lanka.

Inga underarter finns listade i Catalogue of Life.